# Gand-Wevelgem 1971
La 33e édition de Gand-Wevelgem a eu lieu le 31 mars 1971. La course est remportée par le Belge Georges Pintens (Hertekamp-Magniflex) qui parcourt les 237 kilomètres en 5 h 19 min 0 s.

## Déroulement de la course
Georges Pintens remporte le sprint du peloton composé de 64 coureurs. Il s'impose facilement devant son compatriote Roger De Vlaeminck.

## Classement final
| Place | Coureur              | Équipe                   | Temps           |
| ----- | -------------------- | ------------------------ | --------------- |
| 1     | Georges Pintens      | Hertekamp-Magniflex      | 5 h 19 min 00 s |
| 2     | Roger De Vlaeminck   | Flandria-Mars            | m.t.            |
| 3     | Gerben Karstens      | Goudsmit-Hoff            | m.t.            |
| 4     | Leif Mortensen       | Bic                      | m.t.            |
| 5     | Daniel Van Ryckeghem | Sonolor-Lejeune          | m.t.            |
| 6     | Frans Kerremans      | Hertekamp-Magniflex      | m.t.            |
| 7     | Cyrille Guimard      | Fagor-Mercier-Hutchinson | m.t.            |
| 8     | Marino Basso         | Molteni                  | m.t.            |
| 9     | Jan Janssen          | Bic                      | m.t.            |
| 10    | Frans Verbeeck       | Watney-Avia              | m.t.            |